# Alexandrino Cardoso da Cruz

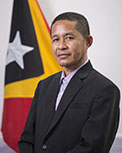
Alexandrino Cardoso da Cruz

Alexandrino Cardoso da Cruz (* 5. September 1972 in Fatululic, Cova Lima, Portugiesisch-Timor) ist ein Politiker aus Osttimor. Er ist Mitglied der Partei FRETILIN.
Cruz kandidierte bei den Parlamentswahlen in Osttimor 2017 auf Listenplatz 27 der FRETILIN, verpasste aber den direkten Einzug in das Nationalparlament Osttimors. Da aber gewählte Abgeordnete der FRETILIN auf ihren Sitz verzichteten, rückte Cruz noch 2017 in das Parlament nach. Hier war er Mitglied in der Kommission für Wirtschaft und Entwicklung (Kommission D). Da die Minderheitsregierung von FRETILIN und PD sich im Parlament nicht durchsetzen konnte, löste es Präsident Francisco Guterres auf und rief zu Neuwahlen auf. Cruz gelang bei der vorgezogenen Wahl am 12. Mai 2018 auf Platz 14 der FRETILIN-Liste der erneute Einzug ins Parlament. Cruz vertritt seine Partei wieder in der Kommission für Wirtschaft und Entwicklung (D). Am 16. Juni 2020 wurde Cruz Sekretär der Kommission D).
2021 wurde Cruz zeitweise von Luís Geraldo Ximenes de Oliveira im Parlament vertreten. Bei den Parlamentswahlen 2023 trat Cruz nicht an.